# Сигрейв
Си́грейв (англ. Seagrave) — деревня и гражданский приход в округе Чарнвуд (Лестершир, Англия, Великобритания). Расположена в 14 км к северу от Лестера и в 153 км к северо-западу от Лондона. Граничит с деревнями Сайлби, Трассингтон и Барроу-апон-Соур. Население — около 500 человек.
Одно из первых упоминаний о Сигрейве — в числе маноров, дарованных Генри де Феррерсу королём Вильгельмом I Завоевателем — содержится в «Книге Страшного суда». Земельное владение состояло из «пахоты для одного плуга» и четырёх акров лугов.
- Перекрёсток Беррикот-Лейн и Кинг-стрит на восточной окраине деревни
- Вид на Кинг-стрит от Грин-Лейн
- Кинг-стрит
- Кинг-стрит
- Грин-Лейн
- Церковь Всех Святых

## Известные уроженцы
- Бенджамин Маршалл (1768—1835) — художник-анималист и портретист.